# Campionati italiani di triathlon del 2009
I Campionati italiani di triathlon del 2009 (XXI edizione) sono stati organizzati dalla Federazione Italiana Triathlon e si sono tenuti a Lago del Salto in Lazio, in data 19 luglio 2009.
Tra gli uomini ha vinto Alessandro Fabian ( Carabinieri), mentre la gara femminile è andata a Annamaria Mazzetti ( Fiamme Oro).

## Risultati

### Élite uomini
| Pos. | Atleta               | Società sportiva             | Nuoto    | Bici     | Corsa    | Totale   |
| ---- | -------------------- | ---------------------------- | -------- | -------- | -------- | -------- |
|      | Alessandro Fabian    | Carabinieri                  | 00:19:25 | 00:58:13 | 00:27:07 | 01:46:43 |
|      | Andrea D'Aquino      | Carabinieri                  | 00:19:34 | 00:58:06 | 00:27:13 | 01:46:50 |
|      | Alberto Casadei      | Liger Team Keyline           | 00:19:27 | 00:58:10 | 00:27:31 | 01:47:08 |
| 4    | Alberto Alessandroni | Fiamme Oro                   | 00:19:32 | 00:58:06 | 00:28:01 | 01:47:37 |
| 5    | Leonardo Ballerini   | Triathlon Cremona Stradivari | 00:19:29 | 00:58:12 | 00:28:05 | 01:47:49 |
| 6    | Emilio D'Aquino      | Carabinieri                  | 00:19:36 | 00:59:52 | 00:27:28 | 01:48:58 |
| 7    | Daniel Hofer         | Carabinieri                  | 00:20:01 | 00:59:26 | 00:27:38 | 01:49:08 |
| 8    | Massimo De Ponti     | Carabinieri                  | 00:19:57 | 00:59:32 | 00:27:44 | 01:49:14 |
| 9    | Andrea Secchiero     | Protek Triathlon Rho         | 00:20:00 | 00:59:26 | 00:27:45 | 01:49:19 |
| 10   | Stefano Belandi      | Fiamme Azzurre               | 00:19:57 | 00:59:24 | 00:27:53 | 01:49:28 |
| 11   | Giulio Molinari      | Carabinieri                  | 00:19:22 | 00:57:44 | 00:30:31 | 01:49:32 |
| 12   | Danilo Brustolon     | Fiamme Oro                   | 00:20:38 | 00:58:52 | 00:27:58 | 01:49:32 |
| 13   | Ivan Risti           | Triathlon Lecco              | 00:19:29 | 00:59:57 | 00:28:31 | 01:49:58 |
| 14   | Davide Bargellini    | Triathlon Cremona Stradivari | 00:19:30 | 01:00:02 | 00:28:36 | 01:50:11 |
| 15   | Alessandro Ussi      | Triathlon Cremona Stradivari | 00:20:30 | 00:58:57 | 00:28:44 | 01:50:19 |
| 16   | Luca Facchinetti     | T.D. Rimini                  | 00:19:31 | 01:00:00 | 00:28:41 | 01:50:20 |
| 17   | Manuel Biagiotti     | Surfing Shop Triathlon       | 00:19:36 | 00:59:45 | 00:28:56 | 01:50:29 |
| 18   | Giorgio Roveda       | Esercito                     | 00:20:02 | 00:59:24 | 00:28:57 | 01:50:36 |
| 19   | Gregory Barnaby      | Fumane Triathlon             | 00:19:58 | 00:59:29 | 00:29:23 | 01:50:52 |
| 20   | Daniele Fiorentini   | Esercito                     | 00:20:00 | 00:59:28 | 00:29:21 | 01:50:54 |

### Élite donne
| Pos. | Atleta              | Società sportiva             | Nuoto    | Bici     | Corsa    | Totale   |
| ---- | ------------------- | ---------------------------- | -------- | -------- | -------- | -------- |
|      | Annamaria Mazzetti  | Fiamme Oro                   | 00:22:03 | 01:09:14 | 00:31:37 | 02:05:10 |
|      | Daniela Chmet       | Fiamme Oro                   | 00:22:28 | 01:08:55 | 00:31:58 | 02:05:35 |
|      | Alice Betto         | Triathlon Novara             | 00:22:05 | 01:09:17 | 00:33:05 | 02:06:51 |
| 4    | Margie Santimaria   | Atletica Bellinzago          | 00:22:36 | 01:08:41 | 00:34:31 | 02:08:10 |
| 5    | Monica Cibin        | Triathlon Cremona Stradivari | 00:24:36 | 01:10:10 | 00:31:29 | 02:08:30 |
| 6    | Laura Giordano      | Silca Ultralite              | 00:26:38 | 01:10:13 | 00:30:36 | 02:09:49 |
| 7    | Alfonsa Sellamaria  | T.D. Rimini                  | 00:27:14 | 01:09:39 | 00:31:48 | 02:11:05 |
| 8    | Alexa Giussani      | Atletica Bellinzago          | 00:23:25 | 01:11:13 | 00:34:11 | 02:11:20 |
| 9    | Valentina Carta     | Jhonny Tri Forhans           | 00:25:16 | 01:10:36 | 00:33:58 | 02:12:21 |
| 10   | Sara Tavecchio      | Triathlon Cremona Stradivari | 00:24:57 | 01:10:59 | 00:34:25 | 02:12:49 |
| 11   | Gaia Peron          | T.D. Rimini                  | 00:21:51 | 01:12:57 | 00:36:04 | 02:13:14 |
| 12   | Elena Cavallini     | T.D. Rimini                  | 00:24:10 | 01:11:44 | 00:35:34 | 02:13:57 |
| 13   | Maria Pezzarossa    | CUS Parma Medel              | 00:26:39 | 01:10:11 | 00:36:17 | 02:15:35 |
| 14   | Valentina De Marchi | Jhonny Tri Forhans           | 00:23:29 | 01:15:53 | 00:36:11 | 02:18:19 |
| 15   | Silvia Serafini     | T.D. Rimini                  | 00:29:42 | 00:00:00 | 01:49:22 | 02:21:02 |
| 16   | Valentina Serra     | Torino 3                     | 00:25:18 | 01:16:39 | 00:38:58 | 02:23:22 |